# Блакетт (пролив)
Блакетт (англ. Blackett Strait) — пролив, отделяющий остров Коломбангара с севера от островов Арундел и Гизо из состава островной группы Нью-Джорджия, находящихся в Западной провинции меланезийского государства Соломоновы Острова. На западе пролив Блэкетт соединён с заливом Велья, на востоке — с заливом Кула. Южная и восточная часть пролива ограничена барьерным рифом протянувшимся вдоль северного берега островов Арундел и Вонавона. В самом широком месте пролива он достигает 5,5 км ширины на западе, но постепенно сужается до 0,9 км на востоке, в месте впадения в залив Кула.
В период Второй мировой войны акватория пролива стала ареной нескольких морских сражений между Императорским флотом Японии и флотом США.